# Ensemble de Jodna banja à Novi Sad
L'ensemble de Jodna banja à Novi Sad (en serbe cyrillique : Комплекс објеката Јодна бања у Новом Саду ; en serbe latin : Kompleks objekata Jodna banja u Novom Sadu) est un ensemble thermal et hospitalier situé à Novi Sad, la capitale de la province de Voïvodine, en Serbie. Construit au début du XXe siècle, il est inscrit sur la liste des entités spatiales historico-culturelles de grande importance de la république de Serbie (n° d'identifiant PKIC 42),.
En serbe, Jodna banja signifie le « bain d'iode ».

## Historique

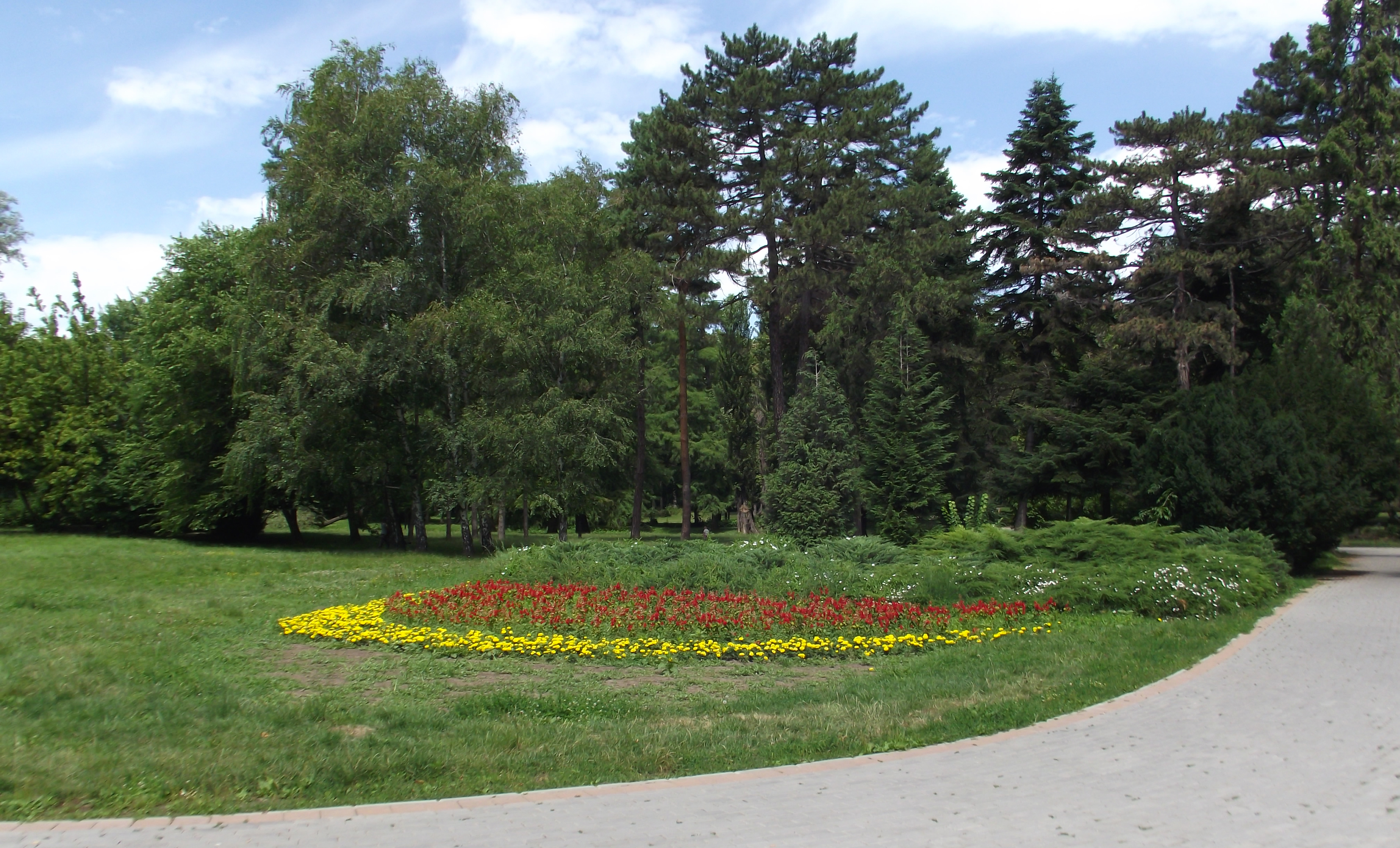
Le Futoški park

Le complexe thermal a été créé à la suite de la découverte d'un puits artésien d'eau chaude en 1897–1898. Des constructions en bois furent alors édifiées sur le site, qui furent détruites par un incendie en 1900. La même année fut constituée une société par actions et, en 1906, son premier directeur, Wilhelm Wilt, projeta d'y construire un bâtiment de soins médicinaux.
Le bâtiment a été réalisé à partir de 1907 sur des plans de l'architecte Imra Franček (1864–1920), dans le Futoški park (le « parc de Futog »), transformé pour l'occasion en parc à l'anglaise grâce au paysagiste Armin Pec–Mlađeg (1855-1927). En 1910, l'établissement a reçu l'autorisation de fonctionner sous le nom de « Bain d'iode de la ville » (en serbe : Varoško jodno kupatilo).

## Éléments architecturaux

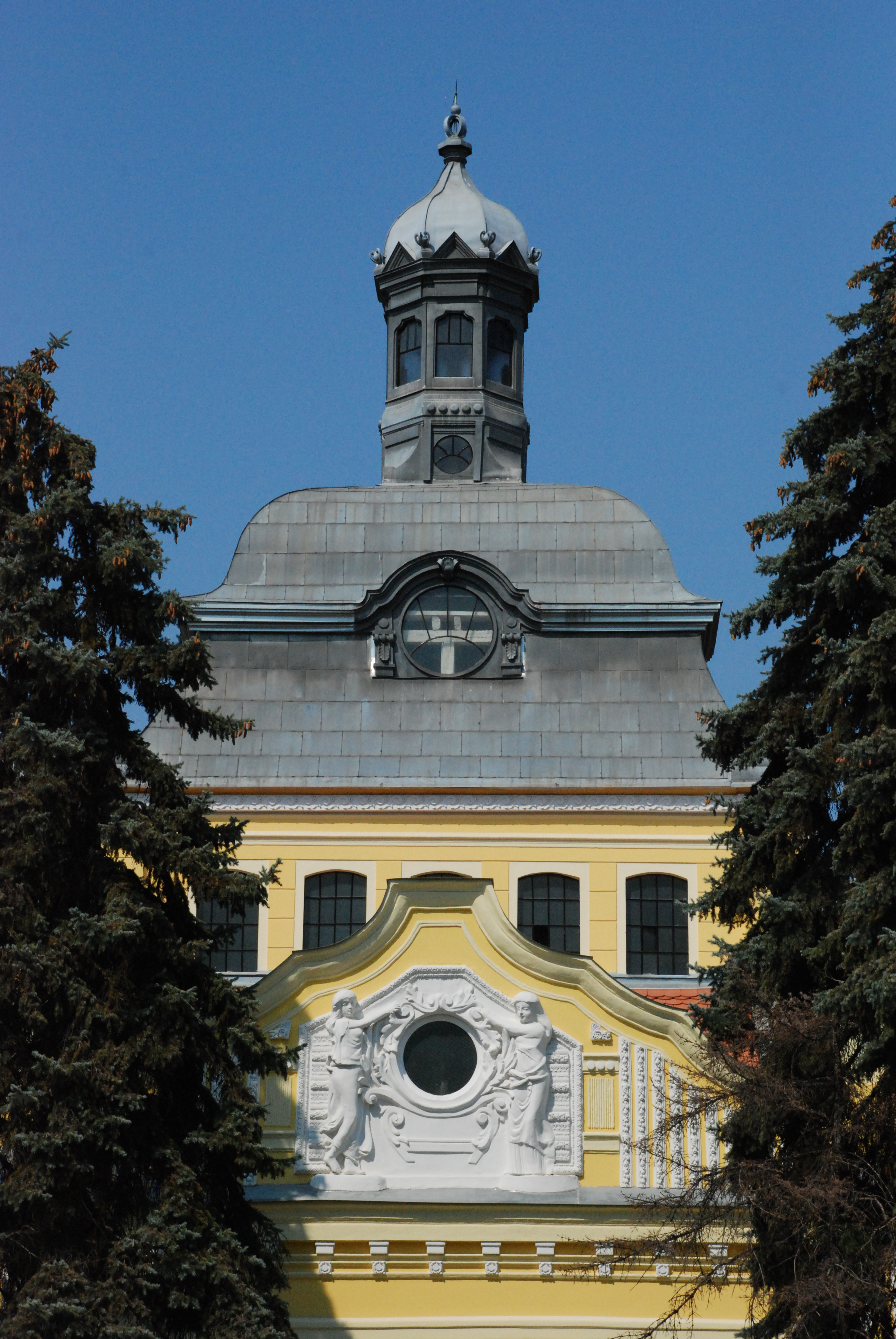
Détail du portail d'entrée du bâtiment des bains

La façade principale des bains, donnant sur le parc, offre une riche décoration plastique, notamment grâce à son avancée centrale dotée d'un portail orné d'un fronton doté d'un oculus avec des nymphes et des poissons et surmonté d'un dôme aplati lui-même surmonté d'une lanterne.
À l'est du bâtiment des bains, l'hôtel Park a été construit en 1929 sur des plans de l'architecte Đorđe Tabaković (1897-1971) ; il constitue l'une de ses premières conceptions et est conçu dans un style moderniste susceptible de s'harmoniser avec celui des anciens bains. Dans l'ensemble de Jodna banja se trouve également le bâtiment de la piscine.

## Usage actuel
Aujourd'hui, le bâtiment des bains de Jodna banja abrite l'Hôpital spécial pour les maladies rhumatismales de Novi Sad.